# Skelettapparat (Telefon)

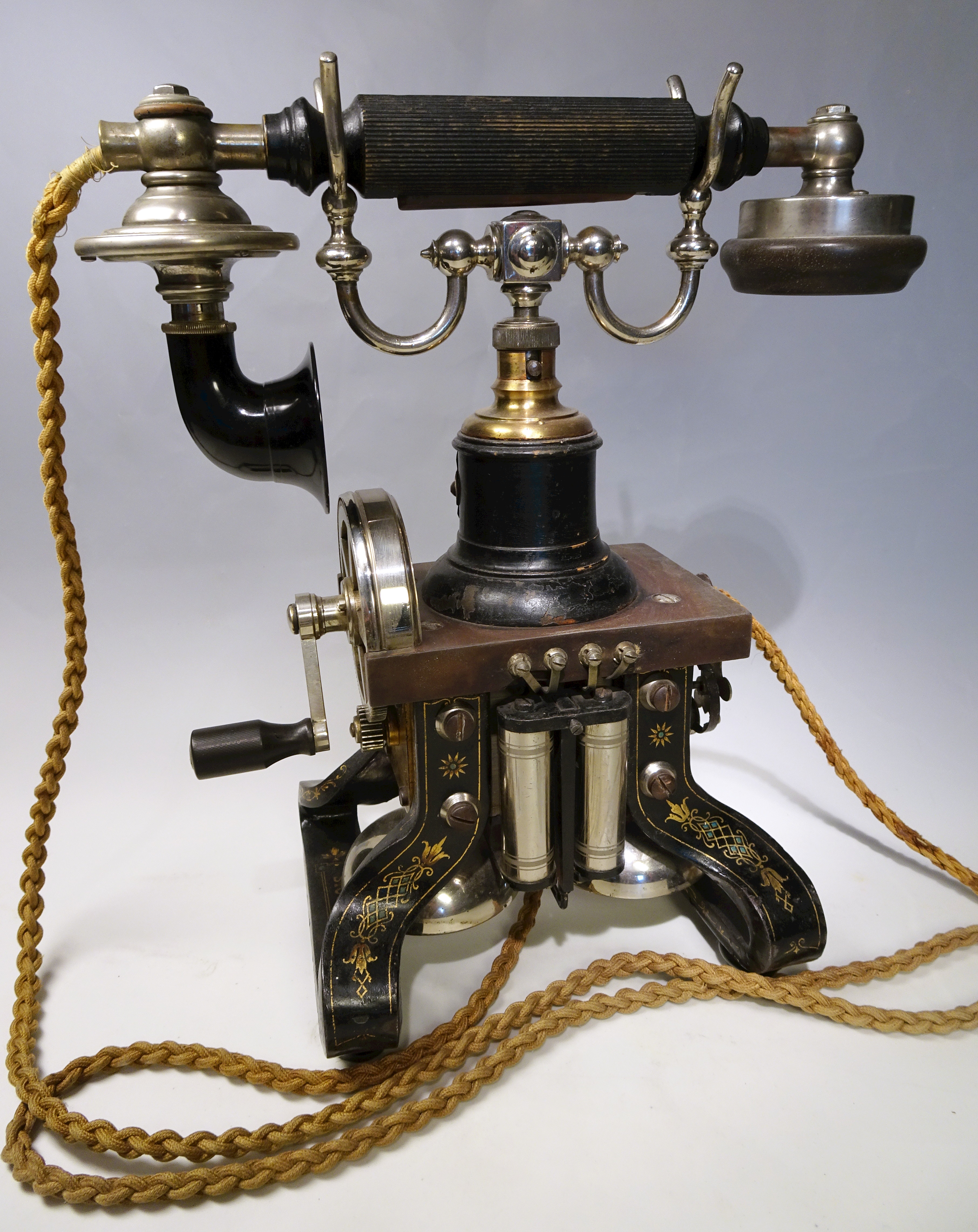
Ericsson-Telefonapparat „Taxen“ („Dackel“) aus dem Jahr 1892

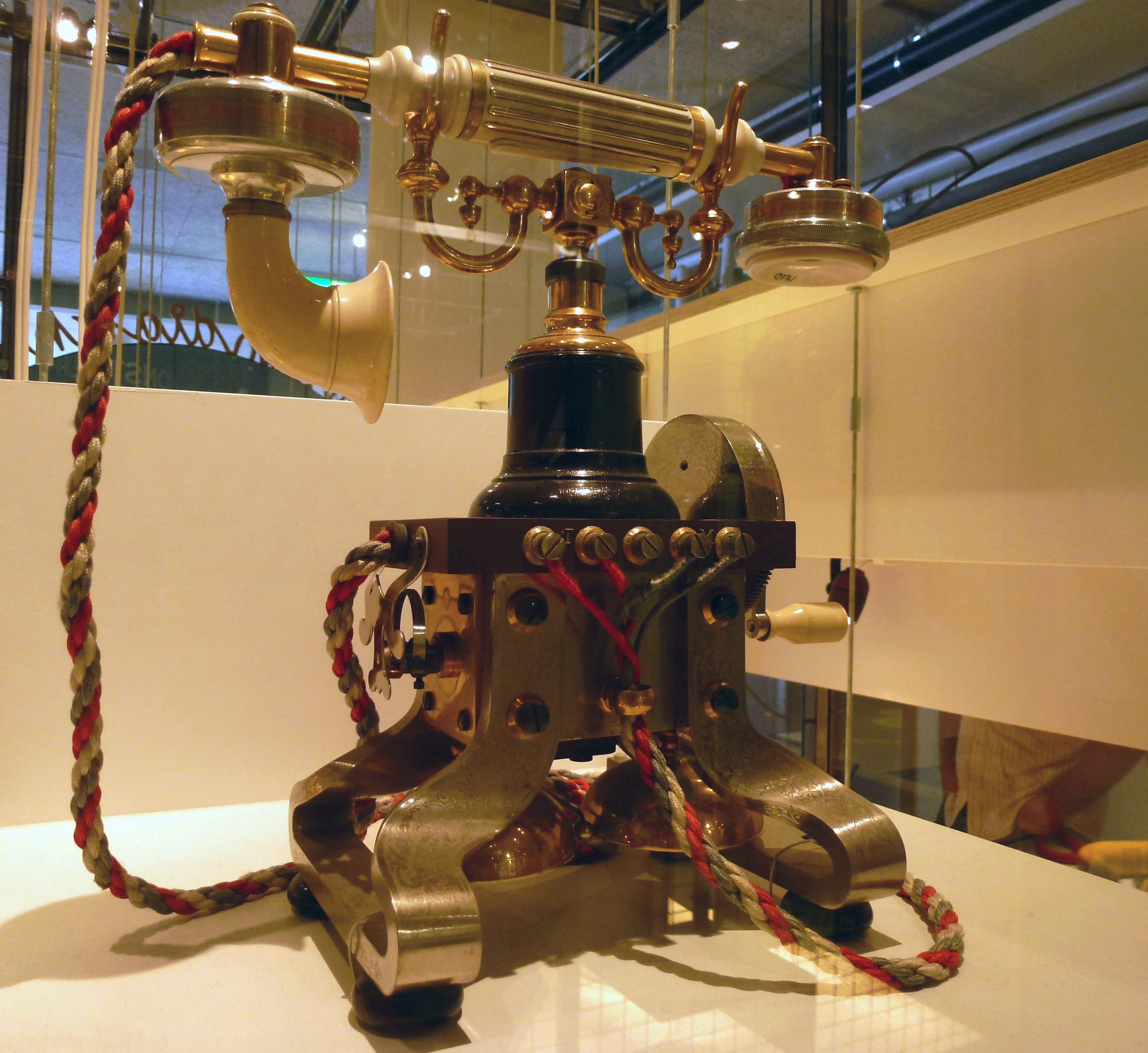
Ericsson-Skelettapparat für Zar Nikolaus II

Der so genannte Skelettapparat des schwedischen Telefonherstellers L.M. Ericsson aus dem Jahr 1892 war das erste Telefon-Tischgerät der Welt mit Handapparat. Das Telefon ist 30 cm hoch, 28 cm breit, 14 cm tief und wiegt 5 kg; es wurde in über zwei Millionen Exemplaren bis in die 1930er-Jahre produziert. In Schweden wird das Telefon wegen seiner Form auch „der Dackel“ (taxen) genannt.

## Geschichte

Logo um 1894

Tischtelefone gab es bereits zum Ende der 1870er-Jahre, beispielsweise im Jahr 1879 ein französisches Modell der Marke Gallais. Den Vorgänger des „Dackel“ brachte Ericsson 1884 auf den Markt. Das Telefon war eine kompakte Ausführung; alle technischen Teile waren gut sichtbar in einer Einheit zusammengebaut. Typisch waren wie beim späteren „Dackel“ die doppelt gebogenen Induktionsmagneten, die auch als Untergestell fungierten und die vernickelte Handkurbel; alle Details waren reich verziert und das Untergestell mit goldfarbenen Ornamenten versehen. Dieses Telefon hatte immer noch einen losen Hörer und ein in den Apparat integriertes Mikrofon.
1892 kam der nächste Schritt der Entwicklung, mit dem das Telefon einen Handapparat erhielt, der in einem Gabelumschalter (Telefongabel) lag. Zwar gab es schon die Anwendung von Handapparaten bei Telefonisten in Vermittlungsstellen, aber nun wurde weltweit erstmals ein Telefonhörer bei einem Tischapparat eingesetzt. Das Telefon wurde sofort ein nationaler und internationaler Erfolg. Als stilisierte Zeichnung wurde der Apparat im Jahr 1894 in Ericssons erstes eingetragenes Warenzeichen eingebunden.
Ericssons Skelettapparat bekam wegen seines typischen Aussehens viele Spitznamen. Außer dem Namen „Dackel“, den er in Schweden erhielt, hieß er in Dänemark „Nähmaschine“, „Eiffelturm“ in den USA und in Norwegen, „the skeleton type“ in Großbritannien, „il ragno“ (Spinne) in Italien und „Skelettapparat“ in Deutschland. Für den russischen Zaren Nikolaus II. fertigte Ericsson eine Spezialausgabe an. Das Modell (in einer Auflage von zehn Apparaten) hatte Details aus Gold und Elfenbein, das geflochtene Kabel war in den russischen Nationalfarben weiß, blau und rot gehalten.

## Bilder

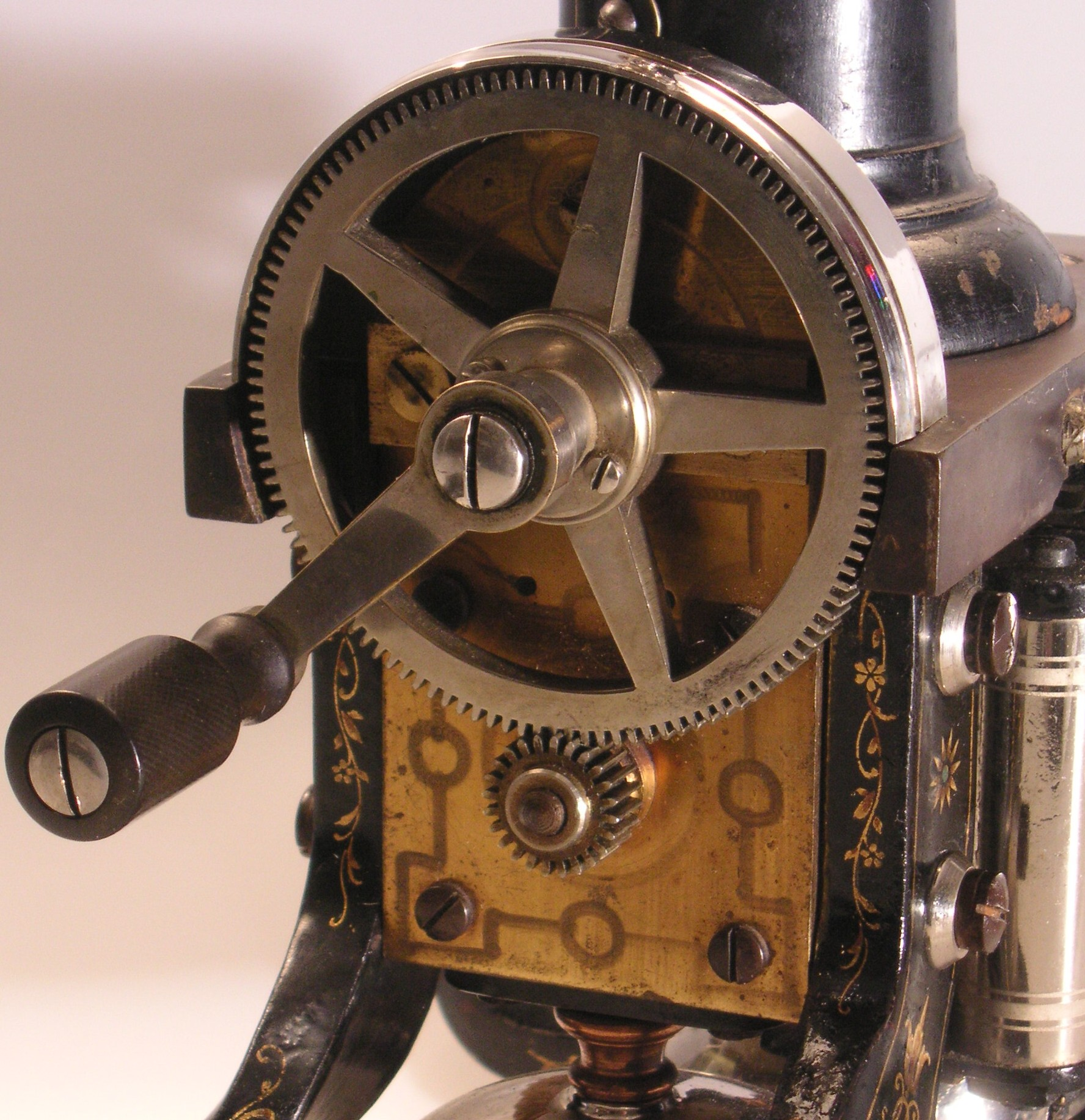
Handkurbel
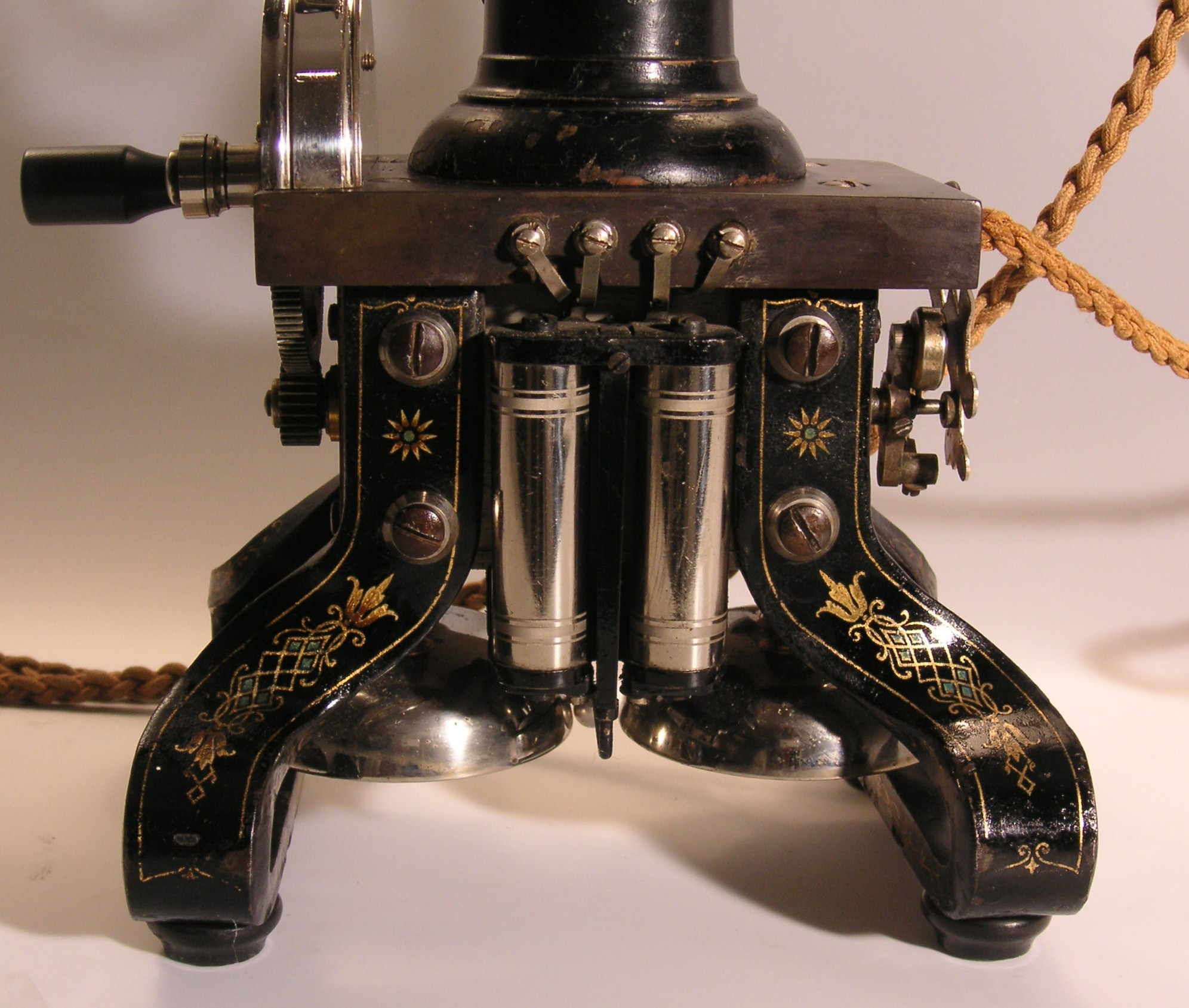
Magnetspulen
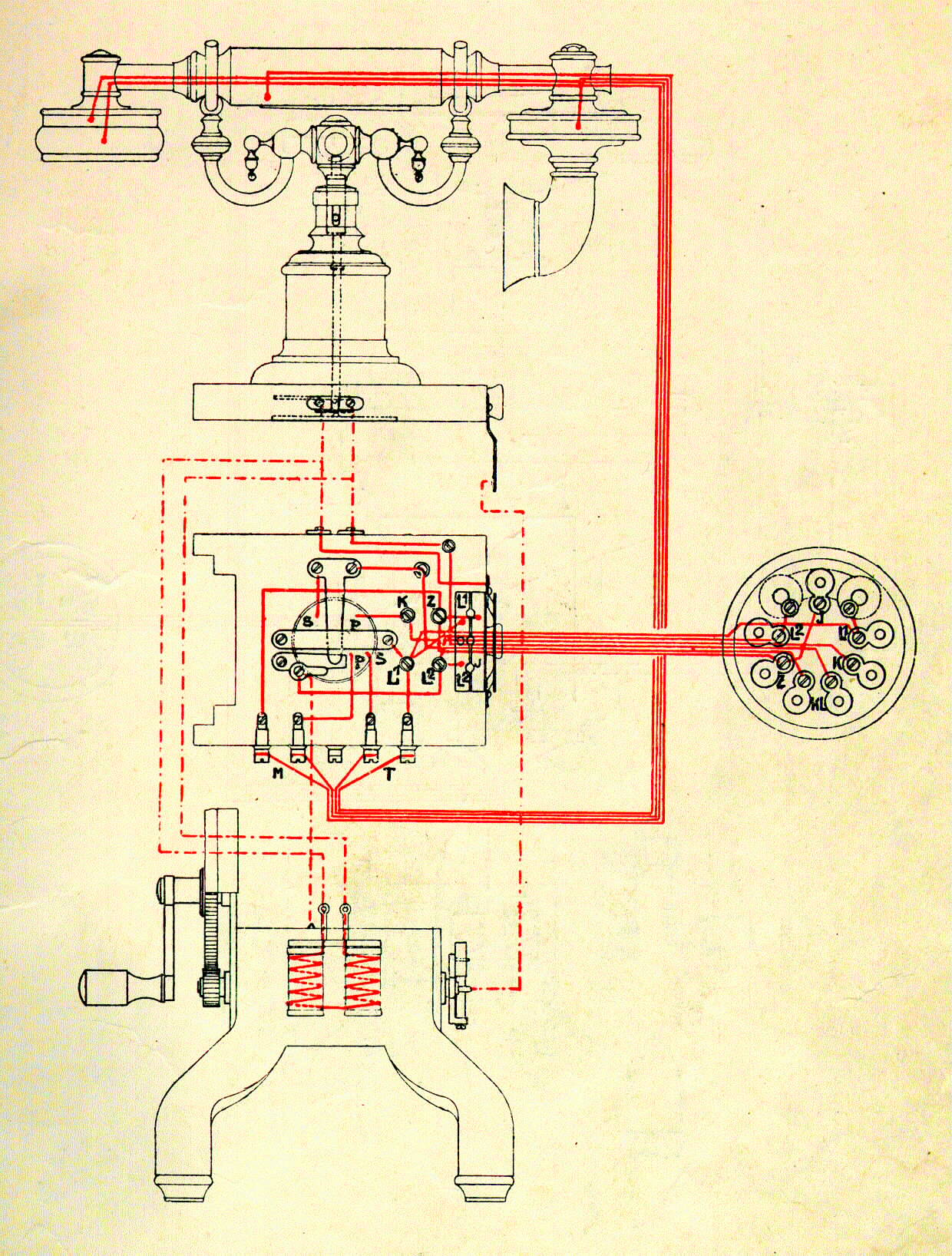
Schaltplan
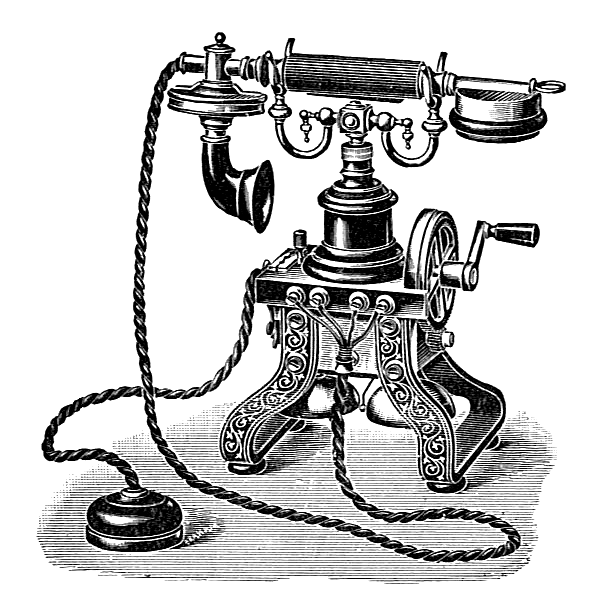
Zeichnung in Electrical Installations, Vol. V, Rankin Kennedy, (1903)